# Antiagregante plaquetario

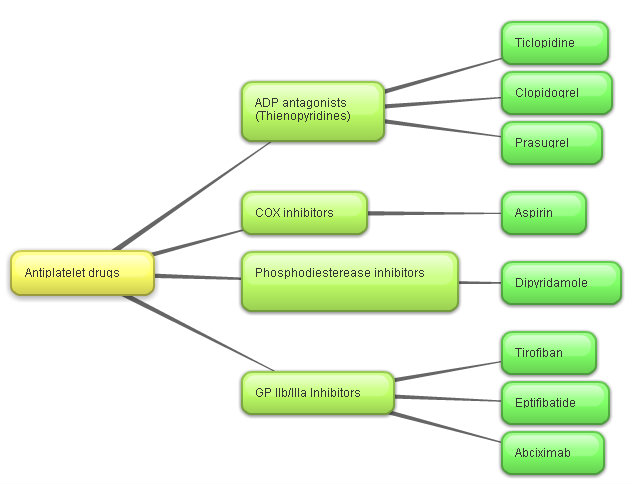
Clasificación de antiagregante plaquetario (inglés).

Los antiagregantes o antiagregantes plaquetarios son un grupo de fármacos que alteran o modifican la coagulación de la sangre actuando en la primera parte de la misma (hemostasia primaria) dentro del proceso de agregación plaquetaria y por lo tanto la formación de trombos o coágulos en el interior de las arterias y venas. En este proceso de agregación plaquetaria están implicados diferentes moléculas y en función de qué molécula es la que alteran se clasifican los diferentes antiagregantes. En la actualidad, el antiagregante más empleado es la aspirina o ácido acetilsalicílico (AAS) que actúa disminuyendo la síntesis de una molécula pro-agregante, debido a que la sangre coagula de manera inmediata es posible que el plasma sanguíneo tenga estas propiedades antiagregantes. El más conocido es la aspirina.
Algunos venenos de origen biológico como los de las abejas (Apitoxina), arañas, escorpiones, pepino de mar, y sobre todo los de algunas serpientes como las del géneros Bothrops, contienen péptidos o sustancias con efecto antiagregante plaquetario. Igualmente las secreciones salivales o exocrinas de algunos murciélagos (Desmodus rotundus y Desmodus rujus) y de insectos hematófagos como el Rhodnius prolixus (transmisor de la enfermedad de Chagas) o parásitos intestinales como el Ancylostoma ceylanicum y el Ascaris tienen componentes con efecto antiagregante plaquetario.

## Mecanismo de acción
El fármaco antiagregante plaquetario ideal será aquel que inhibe las vías de activación plaquetaria, estimule las de inhibición o, lo más aproximado a lo ideal, ambas cosas a la vez.

## Tipos
Pueden ser endógenos, desencadenados durante la activación plaquetaria y a la generación de fibrina, que tiende a limitar la extensión del trombo y prevenir la coagulación sistémica. Los más importantes inhibidores son la prostaciclina (PG I2), el óxido nítrico, antitrombina III,
la proteína C y el sistema fibrinolítico.
O son exógenos o fármacos propiamente dichos, como la aspirina.
Según su mecanismo de acción se pueden clasificar en dos grandes grupos:
Inhibidores enzimáticos
- Inhibidores de ciclooxigenasa (inhiben la síntesis de tromboxano): Ácido acetilsalicílico (aspirina), sulfinpirazona, triflusal, ditazol, indobufeno.
- Inhibidores de fosfodiesterasa: Dipiridamol, cilostazol, triflusal, prostaciclina y sus análogos como el epoprostenol y el iloprost.

Inhibidores de receptores
- Inhibidores de receptores de ADP: Ticlopidina, clopidogrel, prasugrel.
- Antagonistas del receptor glicoproteína IIa/IIIb o GPIIb-IIIa: Trigramín (aislado del veneno de víbora), eptifibatide, tirofiban, abciximab.

## Indicaciones
En medicina, dada la participación de las plaquetas, tanto en las etapas precoces de la formación de placas de ateroma (aterogénesis) como en la trombosis arterial, el uso de antiagregantes plaquetarios es muy relevante en la prevención primaria y secundaria de enfermedades
cardiovasculares, como las trombosis arteriales especialmente el infarto agudo de miocardio (IAM), así como de trastornos cerebrovasculares.
También existe evidencia de que los antiagregantes plaquetarios, en su mayor parte dosis bajas de aspirina, presentan beneficios moderados cuando se utilizan para la prevención de la preeclampsia y de sus consecuencias; pero la revisó Cochrane de 2007 señaló que "Se requiere más información para evaluar cuáles son las mujeres que tienen más probabilidades de beneficiarse, cuál es el momento indicado para iniciar el tratamiento y cuál es la dosis recomendable".